# 683 (getal)
683 is een natuurlijk getal volgend op 682 en voorafgaand aan 684,
en is een priemgetal. Ook is het een gelukkig getal. 
Tevens is het de som van vijf opeenvolgende priemgetallen: 127 + 131 + 137 + 139 + 149.